# Tehuiskojtla
Tehuiskojtla är en ort i Mexiko.   Den ligger i kommunen Copanatoyac och delstaten Guerrero, i den sydöstra delen av landet, 220 km söder om huvudstaden Mexico City. Tehuiskojtla ligger 1 755 meter över havet och antalet invånare är 288.
Terrängen runt Tehuiskojtla är lite bergig. Runt Tehuiskojtla är det ganska tätbefolkat, med 248 invånare per kvadratkilometer. Närmaste större samhälle är Tlapa de Comonfort, 14,6 km nordost om Tehuiskojtla. I omgivningarna runt Tehuiskojtla växer huvudsakligen savannskog.